# 下上津役
下上津役（しもこうじゃく）は福岡県北九州市八幡西区の地名であり、難読地名。下上津役一丁目から四丁目の町がある。住居表示実施済み。郵便番号は807-0075。

## 地理
八幡西区の中部西側に位置し、北に沖田，三ケ森、北東に中の原、東に上上津役、南東に町上津役西、南に大平，大平台、西に塔野，下上津役元町と接する。

### 河川
- 二級河川 金山川
- 準用河川 建郷川

## 地域の特徴
一丁目から三丁目は国道200号の西側にまとまっているのに対して、四丁目だけが細長く国道211号にまで張り出した歪な形となっている。四丁目の南縁を建郷川が西流し、三丁目の東側から北西流する金山川と合流する。建郷川の北側および金山川の東側を走る市道沿い，国道200号沿い，国道211号沿いには病院や商店，飲食店，学校などが並んでいる。その他は住宅地である。一丁目には中尾小学校，八幡西消防署上津役出張所、二丁目には愛宕神社、四丁目には八幡西区役所上津役出張所，北九州市立八幡西特別支援学校がある。

## 歴史
現在の下上津役二丁目付近は、古くから集落の存在していた場所であり、集落より東側は水田、西側は山林であった。

### 地名の由来
延喜式にこの辺りの地名として「夜久の駅（やくのうまや）」と記されており、後年「夜久」が「役」に転じ、さらに上津，下津に分かれたのが上津役の由来といわれる（ただし下津役という地名は現存しない）。下上津役は上津役をさらに上下に分けたうちの一つである。

### 沿革
- 1984年（昭和59年）6月1日 - 下上津役一丁目 - 四丁目新設[5][6]。

### 町名の変遷
| 実施内容          | 実施年月日               | 実施後         | 実施前             |
| ----------------- | ------------------------ | -------------- | ------------------ |
| 町名新設 住居表示 | 1984年（昭和59年）6月1日 | 下上津役一丁目 | 大字下上津役の一部 |
| 町名新設 住居表示 | 1984年（昭和59年）6月1日 | 下上津役二丁目 | 大字下上津役の一部 |
| 町名新設 住居表示 | 1984年（昭和59年）6月1日 | 下上津役三丁目 | 大字下上津役の一部 |
| 町名新設 住居表示 | 1984年（昭和59年）6月1日 | 下上津役四丁目 | 大字下上津役の一部 |

## 世帯数と人口
2025年（令和7年）3月31日現在（北九州市発表）の世帯数と人口は以下の通りである。
| 町             | 世帯数    | 人口    |
| -------------- | --------- | ------- |
| 下上津役一丁目 | 260世帯   | 590人   |
| 下上津役二丁目 | 315世帯   | 645人   |
| 下上津役三丁目 | 470世帯   | 1,043人 |
| 下上津役四丁目 | 213世帯   | 452人   |
| 計             | 1,258世帯 | 2,730人 |

### 人口の変遷
国勢調査による人口の推移。
| 1995年（平成7年）  | 2,246人 | [ 7 ]  |  |
| 2000年（平成12年） | 2,624人 | [ 8 ]  |  |
| 2005年（平成17年） | 2,750人 | [ 9 ]  |  |
| 2010年（平成22年） | 2,798人 | [ 10 ] |  |
| 2015年（平成27年） | 2,697人 | [ 11 ] |  |
| 2020年（令和2年）  | 2,572人 | [ 12 ] |  |

### 世帯数の変遷
国勢調査による世帯数の推移。
| 1995年（平成7年）  | 788世帯   | [ 7 ]  |  |
| 2000年（平成12年） | 967世帯   | [ 8 ]  |  |
| 2005年（平成17年） | 1,052世帯 | [ 9 ]  |  |
| 2010年（平成22年） | 1,101世帯 | [ 10 ] |  |
| 2015年（平成27年） | 1,089世帯 | [ 11 ] |  |
| 2020年（令和2年）  | 1,124世帯 | [ 12 ] |  |

## 学区
市立小・中学校に通う場合、学区は以下の通りとなる。
| 町             | 街区     | 小学校               | 中学校               |
| -------------- | -------- | -------------------- | -------------------- |
| 下上津役一丁目 | 全域     | 北九州市立中尾小学校 | 北九州市立沖田中学校 |
| 下上津役二丁目 | 1 - 7番  | 北九州市立中尾小学校 | 北九州市立沖田中学校 |
| 下上津役四丁目 | 全域     | 北九州市立中尾小学校 | 北九州市立沖田中学校 |
| 下上津役二丁目 | 8 - 20番 | 北九州市立塔野小学校 | 北九州市立沖田中学校 |
| 下上津役三丁目 | 全域     | 北九州市立塔野小学校 | 北九州市立沖田中学校 |

## 交通

### バス
域内のバス停と系統は以下のとおりである。
| 運行事業者 | 運行事業者     | 西鉄バス北九州 | 西鉄バス北九州 | 西鉄バス北九州 | 西鉄バス北九州 | 西鉄バス北九州 | 西鉄バス北九州 | 西鉄バス北九州 | 西鉄バス北九州 | 西鉄バス筑豊 |
| 系統       | 系統           | 53             | 57             | 75             | 76             | 77             | 143            | 150            | 快速           | 急行         |
| 停留所     | 中尾小学校     |                | ○              | ○              | ○              | ○              |                | ○              |                |              |
| 停留所     | 下上津役一丁目 |                |                | ○              | ○              | ○              |                | ○              |                |              |
| 停留所     | 上津役出張所   |                |                |                |                | ○              |                |                |                |              |
| 停留所     | 下上津役二丁目 |                | ○              | ○              | ○              |                |                | ○              |                |              |
| 停留所     | 愛宕神社       |                | ○              | ○              | ○              |                |                | ○              |                |              |
| 停留所     | 下上津役三丁目 |                | ○              | ○              | ○              |                |                | ○              |                |              |
| 停留所     | 下上津役       | ○              |                |                | ○              | ○              | ○              |                | ○              | ○            |

### 道路
- 国道200号
- 国道211号
- 県道281号下上津役折尾線

## 施設

### 役所・公的機関
- 八幡西区役所上津役出張所
- 八幡西消防署上津役出張所

### 教育施設
- 北九州市立中尾小学校
- 北九州市立八幡西特別支援学校
- 下上津役幼稚園

### 金融機関
- 八幡沖田郵便局
- 塔野簡易郵便局

### 商業施設
- ハローデイ 下上津役店
- 西松屋 八幡上津役店

### 公営住宅
- 市営塔野団地

### 寺社
- 愛宕神社

### 公園
- 下上津役1号公園
- 下上津役一丁目西公園
- 下上津役一丁目東公園
- 下上津役二丁目公園
- 下上津役三丁目公園
- 下上津役四丁目西公園
- 下上津役四丁目東公園